# Ficus theophrastoides
Ficus theophrastoides là một loài thực vật có hoa trong họ Moraceae. Loài này được Seem. mô tả khoa học đầu tiên năm 1868.